# 上野楢原のシオジ林

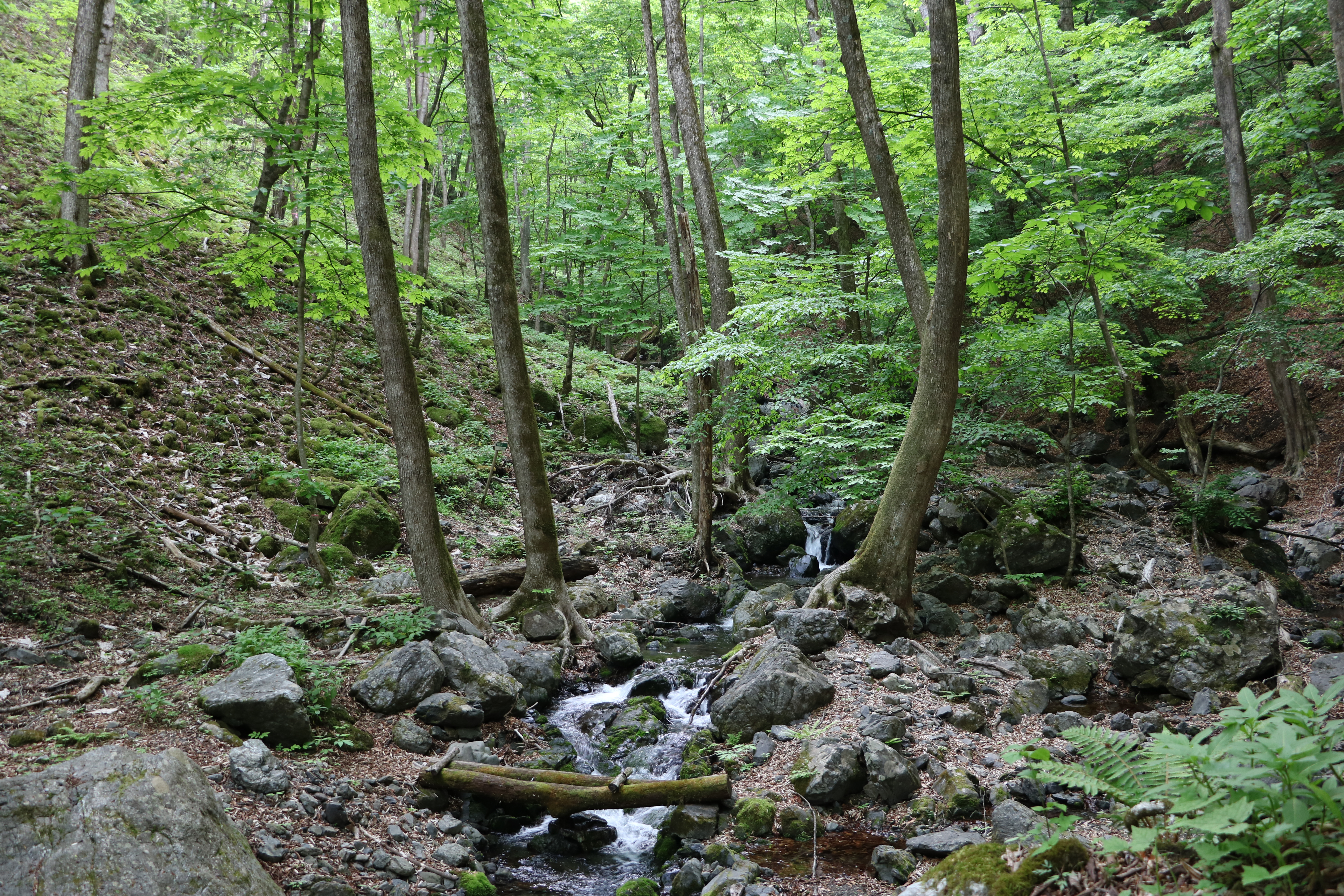
上野楢原のシオジ林。
天然保護区域の核心部にあたる細尾沢の渓流沿いに生育するシオジ原生林。典型的な渓畔林が形成されている。2022年5月19日撮影。

上野楢原のシオジ林（うえのならはらのシオジりん）は、群馬県多野郡上野村楢原の神流川上流部の支流のひとつ、北沢の渓流沿いにある国の天然保護区域（天然記念物）に指定されたシオジの原生林である。天然保護区域とは国指定天然記念物の中でも「保護すべき天然記念物に富んだ代表的一定の区域」と指定基準が定義されているものであるが、その件数は多くなく日本国内で23区域のみが指定されている数少ない天然記念物である。上野楢原のシオジ林は1969年（昭和44年）7月25日に国の天然保護区域（天然記念物）に指定された。
国の天然保護区域に指定されている23件のうち、関東地方に所在するものは4件であるが、4件中の2件は東京都島嶼部にある「鳥島」と「南硫黄島」であり、島嶼部を除いた本土側に所在するものは「尾瀬」（群馬県・新潟県・福島県）と「上野楢原のシオジ林」の2か所のみである。
近年になり上野村の山間部ではニホンジカの個体数が増加しており、2013年（平成25年）に群馬県環境森林部自然環境課が行った現地調査で、天然保護区域内のシオジの稚樹がニホンジカに食べられる食害が確認された。今後は禁猟区の見直しなど実効性のあるニホンジカ管理対策を行わない限り、シオジ林の次世代更新に大きな影響を及ぼす可能性があることが分かり、関係機関により様々な対策や対応が検討されている。

## 解説

### シオジの純林
上野楢原のシオジ林のある群馬県上野村は関東山地北部の秩父山地に周囲を囲まれた自然豊かな村で、群馬・埼玉・長野の3県県境にある三国山を源流部とする神流川（利根川水系）最上流部に位置する群馬県で最も人口の少ない山間部の村である。
天然保護区域に指定されたシオジ林は長野県との県境にほど近い標高920 mから1,680 m、東西約3.2 km、南北約1.1 kmの範囲に発達するシオジの原生林（天然生林）であり、付近一帯は林道などの車道は通じておらず、天然保護区域のシオジ林を見学するためには、北沢の渓流沿いに設けられた登山道を徒歩で訪ねる必要があり、上野村村営「しおじの湯」から片道約5 km、往復約10 km強の距離を、合計約6時間かけて歩く以外に方法がない。
天然保護区域のシオジ林は神流川に注ぐ渓流のひとつ、北沢の源流部から中流部にかけた、水の豊かな深い森の中に所在する。北沢は上野村と長野県の南佐久郡北相木村間にあるぶどう峠から北へ続く県境尾根（栂峠付近）を水源とし、細尾沢、栃平沢、萩沢などを集めて、三岐（みつまた）地区（標高約650 m）で神流川本流に合流する渓流である。三岐地区は、ぶどう峠方面へ続く群馬県道・長野県道124号上野小海線と日本航空123便墜落事故現場の御巣鷹の尾根方面との分岐点に当たる場所で、上野村営温泉施設「しおじの湯」（旧浜平鉱泉）が所在しており、天然保護区域のシオジ林へは「しおじの湯」から北沢沿いに設けられた登山道を歩いて往復することが一般的である。

### 天然保護区域指定の経緯

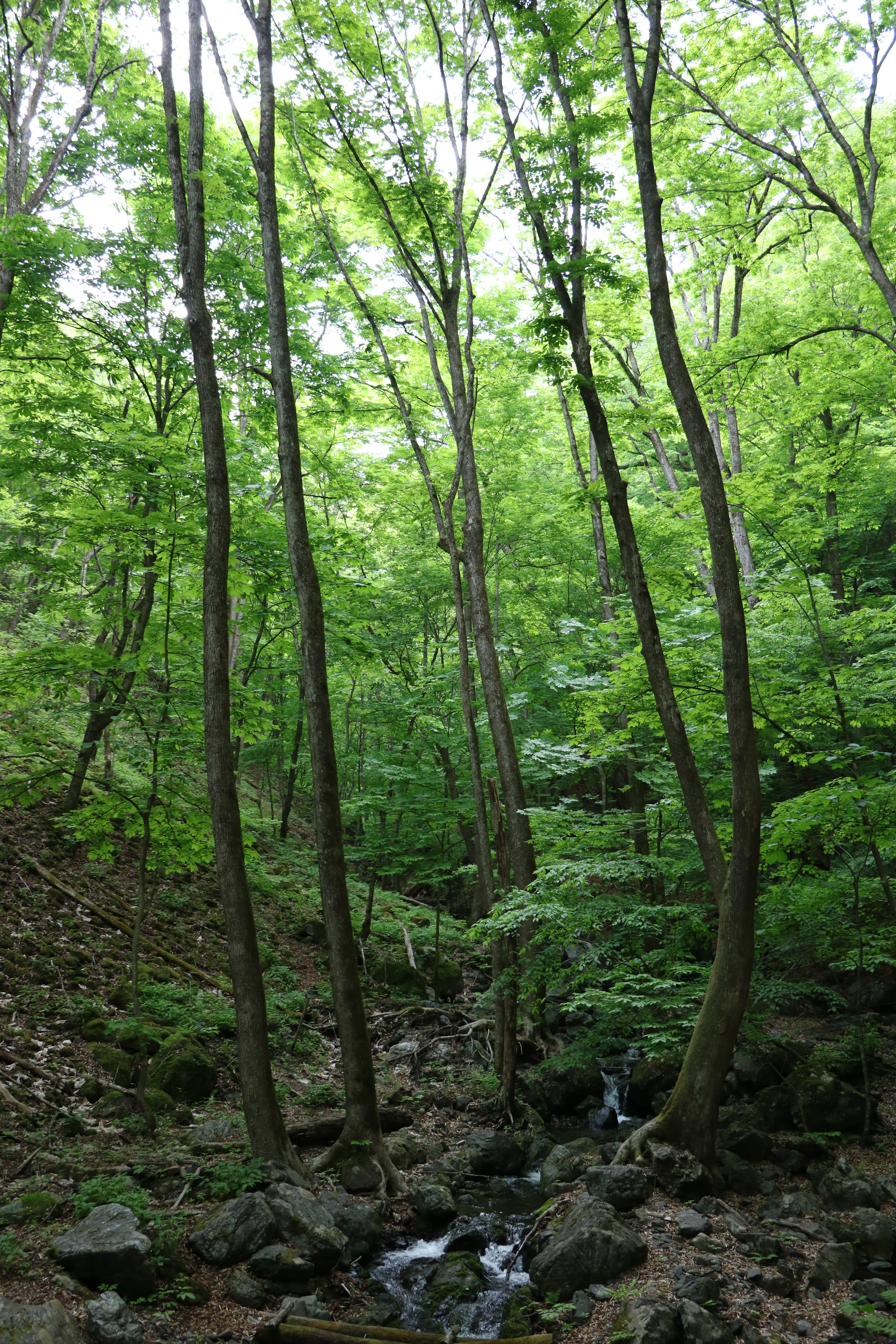
天然保護区域内のシオジ。直立した主幹を持ち、樹高は高くなる。2022年5月19日撮影。

シオジ（塩地 学名：Fraxinus platypoda Oliv. または F. spaethiana Lingelsh）とは、モクセイ科トネリコ属の落葉広葉樹で、生育域は群馬県から熊本県までの、主に太平洋側山間部の標高400 mから1,700 mの範囲の、渓流沿いを好んで生育する渓畔林の典型的な樹種であり、一般的にはサワグルミ、トチノキ、イタヤカエデ、ケヤキ、カツラなどが混交した、冷温帯落葉広葉樹林の構成種として出現する樹木である。シオジの自生（樹木単体として）の北限は、同じ群馬県の北東部にある袈裟丸山北西側斜面を流れる栗原川の流域（旧利根村、現沼田市利根町）である。
シオジは広葉樹としては直立した主幹を持ち、木目も美しいことから、古くから木工家具や木工器具などの木材として使用されることが多く、特にドア材としては最高級のものとされ、珍重される有用な樹種であるため、日本国内各地のシオジ林の多くは伐採されてしまったという。
今日ではシオジの優占する森林は各地ともほとんど姿を消してしまい、上野村村内でも中ノ沢川本谷やカマガ沢などでは、わずかに群落が残されているに過ぎず、まばらに渓流沿いに見られる程度であるが、ここ上野楢原のシオジ林は宝暦年間（1751年 - 1763年）以来伐採されたことがないと言われており、特に原始性の高い北沢上流部の支流である細尾沢（ほそおざわ）右岸側の、標高920 m付近から1,060 m付近にかけた55.55 ha（ヘクタール）が「上野楢原のシオジ林」として1969年（昭和44年）7月25日に国の天然記念物（天然保護区域）に指定され、細尾沢の集水域のほぼ全域に当たる290.19 haが群馬県の自然環境保全地域の特別地域として1975年（昭和50年）3月28日に指定され、1993年（平成5年）には林野庁の植物群落保護林にも設定されている。

### 希少性の高い細尾沢の植生

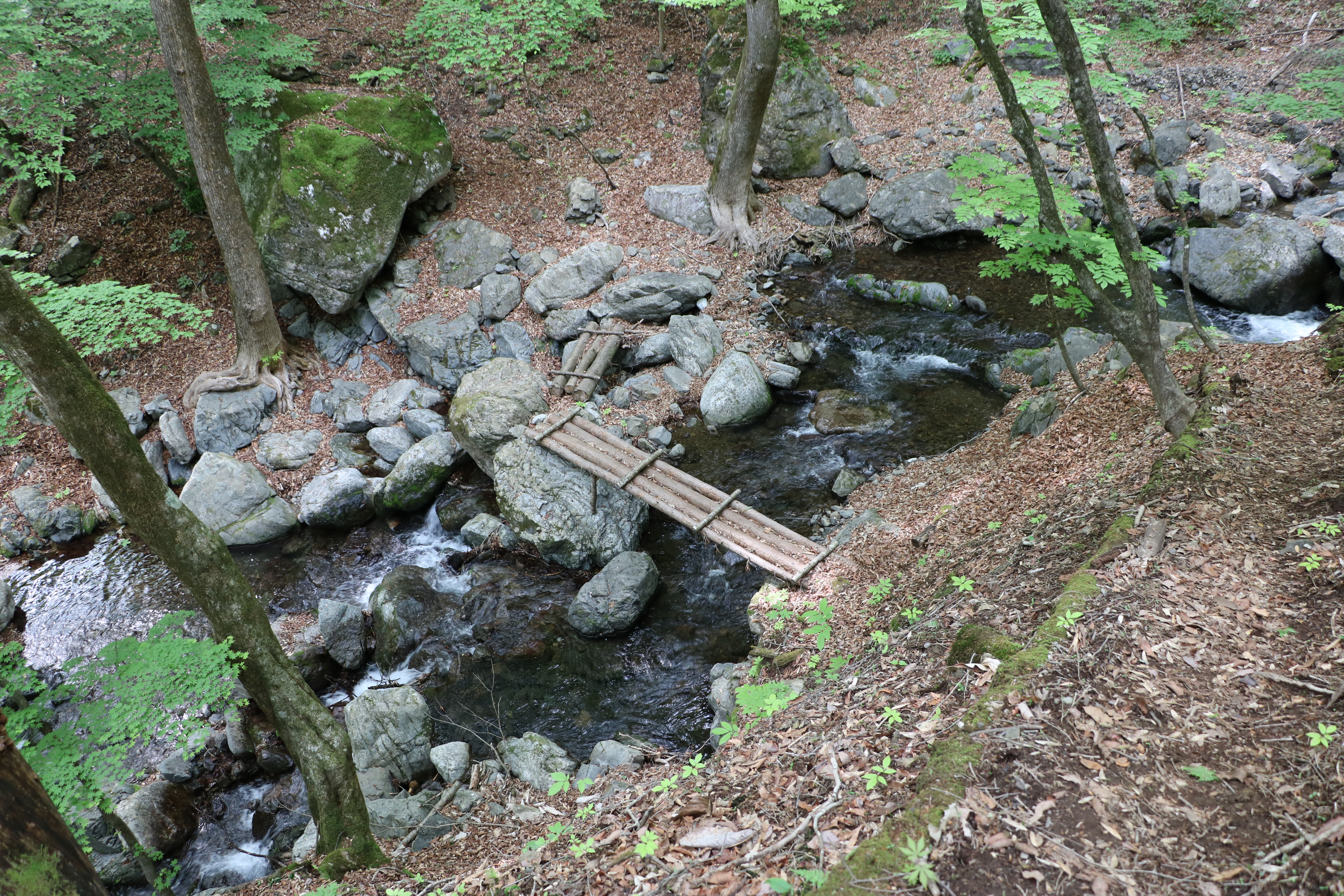
北沢上流部の支流のひとつ栃平沢。2022年5月19日撮影。

天然保護区域「上野楢原のシオジ林」の核心部である細尾沢の植生は、全国的にも珍しいシオジの純林として高く評価されており、シオジをはじめ、サワグルミ、チドリノキ、トチノキなどの落葉広葉樹、ミヤマイラクサ、ギンバイソウ、クマワラビといった多年草やシダ植物が生育する典型的な畦畔林であり、水量豊かな谷沿いの大きな石や岩が集まった、土壌の不安定な場所を好んで成立するシオジ林は、地形的要因による一種の極相林と考えられている。
天然保護区域核心部に当たる細尾沢一帯には、樹高35 mを超えるシオジの高木が多数生育するだけでなく、生育する樹種の中でもシオジが占める割合が高いという日本国内でも希少なシオジの純林であり、シオジ林一帯は植物相のみならず、カモシカや各種鳥類など動物の生態系も豊富であることから、国の天然保護区域以外にも、群馬県の自然環境保全地域（特別地域）、林野庁の植物群落保護林にも指定されている。

### 保全状況とシカによる食害

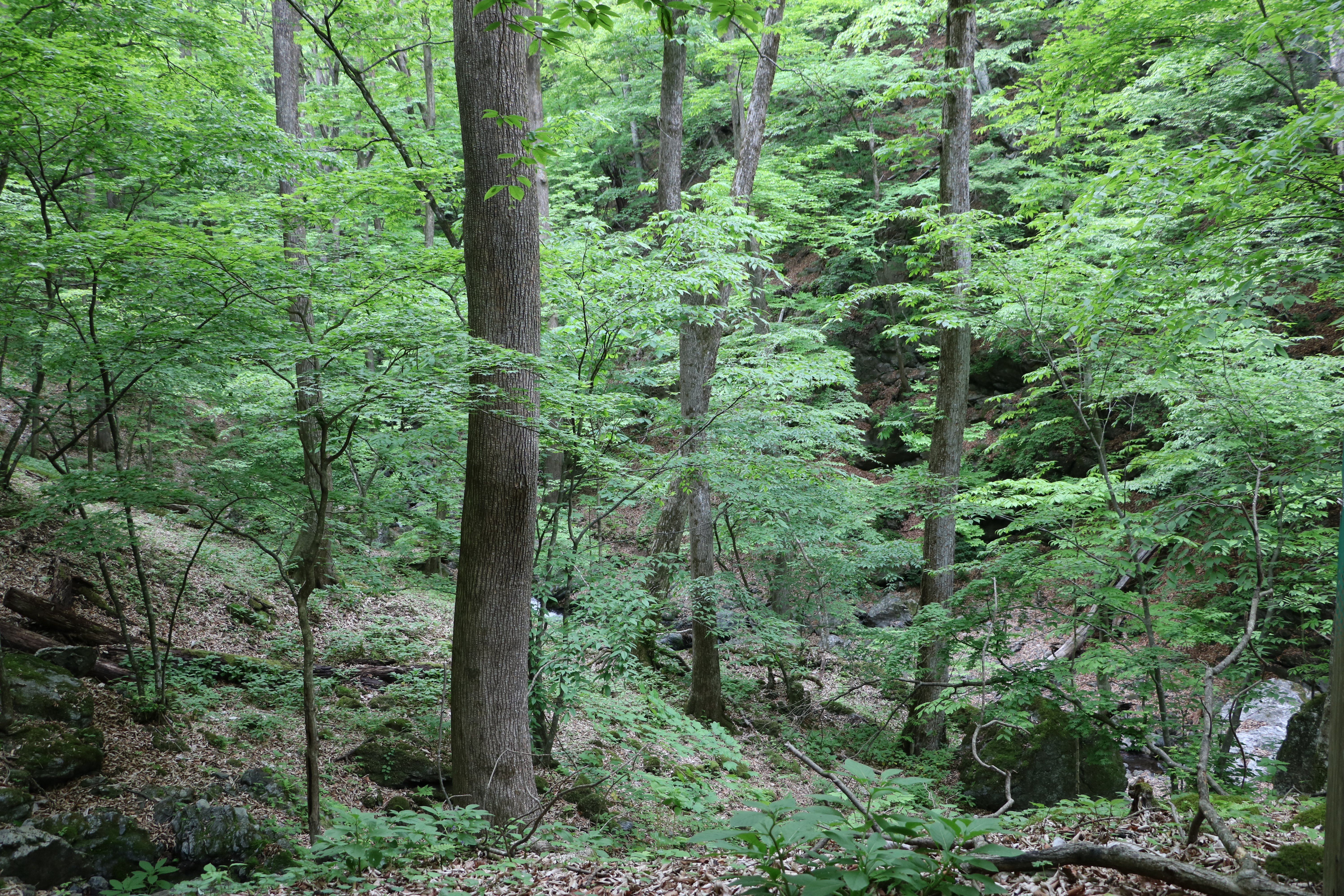
保護区域核心部の細尾沢のシオジ純林。2022年5月19日撮影。

シオジは一般的に樹高30 mほどに達する背の高い樹種であり、天然保護区域のシオジも講談社『日本の天然記念物』（1995年）では樹高30 mほど、胸高直径50 cm（センチメートル）、上野村教育委員会による『上野村村誌－上野村の自然－植物』（2002年）では樹高30 m、胸径80 cmであったが、群馬県環境森林部自然環境課が中心となって2013年に行った「良好な自然環境を有する地域学術調査」によれば、細尾沢の保護区域内のシオジの樹高は非常に高く、ほぼ全域にわたって40 ｍ を超える植分が成立しており、倒木したシオジの中で最大のものは実測値で40.8 m に達していた。
この調査では1988年（昭和63年）の調査時には確認されなかった、ニホンジカによる食害が確認された。ニホンジカによる食害は北沢流域の植生のほぼ全域にわたって発生しており、特にニホンジカの摂食に適した下部にあたる稚樹が摂食されやすいことにより、次世代を担うシオジの低木や若木が極端に少なくなっており、それに加え、摂取に伴う蹄の踏み付けにより、土壌の表面がかく乱され林床の植生が貧弱化する危機的な状況に陥りつつあることが判明した。
調査を行った群馬県環境森林部は、当該地域の生態系保全について頭数調整など実行力のある管理対策が急務であると指摘し、同様にニホンジカの食害が深刻であった同県北東部の日光国立公園にある菅沼キャンプ場周辺に設置した「シカ防護柵」の効果により、一時は食害を受けたダケカンバ林が本来の良好な状態を取り戻していることを例に挙げ、上野楢原のシオジ林についても、行政間の連携を図りながら継続的な方策を検討し実施していくことが重要であるとしている。

## 交通アクセス
所在地
- 群馬県多野郡上野村楢原大字楢原。

交通
- 上野村には鉄道および高速道路・自動車専用道路が存在しないため、ここでは最寄りの鉄道駅・インターチェンジを示す。
  - 上信電鉄上信線下仁田駅より上野村乗合タクシー利用。終点「上野村ふれあい館」所要時間約65分[22]。
  - 上信越自動車道下仁田インターチェンジより群馬県道45号下仁田上野線湯の沢トンネル経由、約30 km、車で約35分[23]。
    - 「上野村ふれあい館」より国道299号を西進、群馬県道・長野県道124号上野小海線から浜平温泉しおじの湯へ。しおじの湯の駐車場に近接する「橋本民宿」先を北沢へ入る[24]。